# Robert Grootendorst
Robert 'Rob' Grootendorst (* 11. Februar 1944 in Schiedam; † 23. Februar 2000) war ein niederländischer Kommunikationswissenschaftler und Argumentationstheoretiker. Er war Professor für niederländische sprachliche Kommunikation an der Universität von Amsterdam und Mitbegründer der Pragma-Dialektik.

## Leben
Grootendorst war in den 60er Jahren Grundschullehrer. 1970 absolvierte er ein Master-Studium an der Universität von Amsterdam. Er promovierte 1982 gemeinsam mit Frans van Eemeren in sprachlicher Kommunikation, mit dem er auch die Argumentationstheorie der Pragma-Dialektik entwickelte.

## Werke
- Speech acts in argumentative discussions: a theoretical model for the analysis of discussions directed towards solving conflicts of opinion. Mit Eemeren, Frans. Foris Publications, Dordrecht, Holland. 1984. ISBN 978-9-067-65018-2.
- Argumentation, communication, and fallacies: a pragma-dialectical perspective. Mit Eemeren, Frans. Lawrence Erlbaum Associates, Hillsdale, NJ. 1992. ISBN 978-0-805-81069-1